# 渡辺力

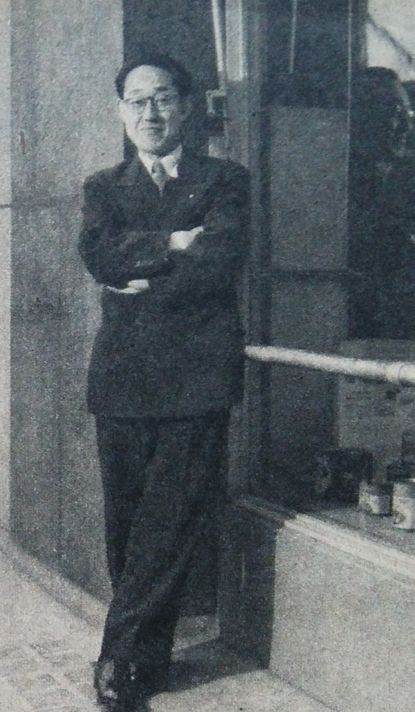
渡辺力

渡辺 力（わたなべ りき、1911年7月17日 - 2013年1月8日）は、日本の昭和時代を代表するプロダクトデザイナー。「インテリア・デザインの開拓者」、「ジャパニーズデザインのパイオニア」と呼ばれる。「デザイン」という言葉がまだ日本に存在しなかった戦前の1930年代後半から活動し、戦後間もない頃には剣持勇・柳宗理らと共に日本におけるモダン・デザインの礎を創った。

## 人物
建築評論家の宮内嘉久の評によれば、渡辺力の作風は、ミース・ファン・デル・ローエの「レス・イズ・モア」（簡素は豊か）を体現するような「密度の高い簡潔さ」を基礎としており、しかも退屈さに陥らずに、気品や香気が漂っているという。宮内は、モダン・デザインを日本で確立した代表的な人物を挙げるとすれば、渡辺力・剣持勇・柳宗理の3人であろうとしている。宮内は渡辺のアカデミックな要素も高く評価しているが、渡辺本人は自身は職人型であると主張している。
川添康子によれば、渡辺は訥々とした語り口の人物で、素朴な人柄であったという。躁鬱な傾向のある剣持勇とは性格は正反対ではあるが、そのために逆に仲が良かったと渡辺本人は回顧している。
東京高等工芸学校（後の千葉大学工学部）では建築学研究者の野村茂治に敬愛をもって師事し、ジードルング・バウハウス・ウィーン工房などのドイツ・オーストリアの建築学や、ロシアの革命家・芸術評論家のアナトリー・ルナチャルスキーの美学を学んだ。また、チャールズ・イームズやジョージ・ナカシマを尊敬し、ルイス・バラガンにも興味を持っていた。一方で、フランク・ロイド・ライトやポストモダン建築、アントニ・ガウディなどは苦手であるという。この他、宗教というよりは人生観・哲学としての禅に興味を持ち、中学生時代から参禅した。渡辺の作品のシンプリシティ・簡潔さには禅の影響が現れているという。
1972年、東京都日比谷にある第一生命本社前にパブリッククロック（公共の時計）が設置されたが、そのポール時計をデザインした。そのデザインは以降のパブリッククロックにも多大な影響を与えた。第一生命技術顧問を務めた建築家の松本与作や、東宮御所や帝国劇場を設計した建築家の谷口吉郎、1964年東京オリンピックのデザインを監修した美術評論家の勝見勝らから称賛され、渡辺自身も「私の会心作」と称するなど、自他ともに認める代表作とされる。また2012年には、ウォールクロックとしてリデザインされ発売などもされている。

## 略歴
- 1911年：東京都白金生まれ[17]
- 1936年：東京高等工芸学校（後の千葉大学工学部）木材工芸学科卒業。卒業後、群馬県工芸所にてブルーノ・タウトに師事。
- 1940年：東京高等工芸学校助教授に就任
- 1943年：東京帝国大学農学部林学科選科（森林利用学）修了。同大学助手（航空研究所出向）
- 1949年：フリーランスのデザイナーとなり渡辺力デザイン事務所を設立（東京・銀座）
- 1952年：日本インダストリアルデザイナー協会が設立され、理事就任
- 1953年：日本デザインコミッティーの設立に参画
- 1956年：松村勝男、渡辺優とＱデザイナーズを設立
- 1959年：クラフト・センター・ジャパンの設立に参加
- 1966年 東京造形大学室内建築科が開講し教授に就任

## 主な作品
- 1952年：「ヒモイス」をデザイン[18]
- 1954年：「数学者M邸」の家具（ソリッドスツール など）をデザイン
- 1956年：スクーター｢ラビット｣(富士重工)をデザイン
- 1956年：QS-10（通称トリイスツール）、QR-40（籐製のテーブル）をデザイン。
- 1957年：鳥居形スツール - ミラノトリエンナーレで金賞を受賞[19]（YMK長岡）
- 1960年：リキベンチ（天童木工）をデザイン
- 1964年：デジタルクロック（コパル）をデザイン
- 1966年：ダンボールによる「エアリースツール」をデザイン
- 1967年：「ラウンドスツール」をデザイン（秋田木工）
- 1970年：「掛時計」をデザイン（服部セイコー）
- 1971年：京王プラザホテル・メインバー「ブリアン」のインテリアを設計。「モビール・ブリアン」をデザイン
- 1972年：「ポール時計」をデザイン（第一生命・東京日比谷）[15]
- 1976年：ステンレス製品「ラストロ」シリーズをデザイン（ダイチ）
- 1980年：照明器具「あんどん」シリーズをデザイン[20]（ヤマギワ）
- 1984年：「リキロッカー」、「リキウィンザー」をデザイン（インテリアセンター）
- 1999年：「ユニトレイ」を復刻（佐藤商事）
- 2000年：「アルバ：リキワタナベコレクション」をデザイン（セイコーウオッチ）
- 2003年：「リキクロック」をデザイン（タカタレムノス）

## 受賞
- 1951年：第15回新制作品展新建築賞
- 1957年：ミラノトリエンナーレ金賞受賞[19]
- 1967年：第13回毎日産業デザイン賞受賞
- 1976年：紫綬褒章受章
- 1991年：国井喜太郎産業工芸賞受賞

## 著書
- 『ハーマン ミラー物語 イームズはここから生まれた』平凡社、2003/11